# سيارة السنة العالمية
سيارة السنة العالمية هي جائزة من عدة جوائز عالمية تعطى لموديلات السيارات الجديدة التي تكون أفضل سيارات جيلها. أشئت مجلة الولايات المتحدة ومجلة السفر والطرق الجائزة. تعطى الجائزة لعدة تصنيفات للسيارات في العالم والسوق الأمريكي. حفل توزيع الجوائز يحضره 600 مصنع للسيارات حول العالم. تعطى الجائزة سنويا منذ العام 1997.